# Thilo Koch
Thilo Koch (* 20. September 1920 in Kanena, heute ein Stadtteil von Halle (Saale); † 12. September 2006 in Hausen ob Verena, Baden-Württemberg) war ein deutscher Rundfunk- und Fernsehjournalist.

## Leben
Der in Kanena bei Halle geborene Koch wuchs in Plessa auf, wo er von 1928 bis 1945 lebte und zunächst auch die Schule besuchte. 1939 legte Thilo Koch sein Abitur als Jahrgangs-Bester an der Elsterwerdaer Oberschule ab. Er studierte anschließend Philosophie, Geschichte und Germanistik.
Koch bewarb sich 1946 erfolgreich beim NWDR. Er trat jedoch zuerst mit Lyrik und dichterischer Prosa hervor; 1947 veröffentlichte er den Gedichtband Stille und Klang sowie den Roman Eine Jugend war das Opfer.
Er schrieb 1948 in der Kulturzeitschrift Dionysos Grundsätzliches über die Arbeit im Radio:
„Den Hörer, der das Radio nur als automatische Trommelfellmassage gebraucht, den können wir mit Wortsendungen nicht erreichen.“
Seit 1949 beschäftigte er sich mit Gottfried Benn. Er leitete beispielsweise die Diskussion zwischen Benn und Peter de Mendelssohn zum Thema Schriftsteller und Emigration (NWDR, 22. März 1950). Mit Benn stand er in persönlichem und brieflichem Austausch.
Koch arbeitete später beim NDR als Redakteur und Sprecher.
Vom Radio wechselte Koch zum Fernsehen. Er führte z. B. das Interview mit Gottfried Benn am 3. Mai 1956, einem Tag nach dem 70. Geburtstag des Dichters. Koch war Mitbegründer der Sendung Weltspiegel und Anfang der 1960er Jahre Korrespondent der ARD in Washington, D. C. „Guten Abend drüben in Deutschland“ war stets die Abschiedsformel am Ende jedes seiner anderthalbminütigen Beiträge zur Tagesschau.
Thilo Koch schrieb auch für Die Zeit, unter anderem als Berliner und später Washingtoner Korrespondent. Außerdem drehte er mehr als 150 Dokumentarfilme, so kommentierte er beispielsweise die erste Moskau-Reise von Konrad Adenauer.
Kochs Kommentar über die Beerdigung von John F. Kennedy im Jahr 1963 war die erste Live-Übertragung via Satellit im deutschen Fernsehen. Über die Ära Kennedy, die er als Journalist vollständig begleitet hatte, erschien 1964/65 sein Tagebuch aus Washington (Christian Wegner Verlag, Lizenzausgabe Fischer Verlag). Bekannt wurde er auch durch seine Auftritte als „Lotse“ in der TV-Sendung Ich trage einen großen Namen sowie durch Die rote Optik, die anhand von Fernsehausschnitten die Propaganda der DDR analysierte. Thilo Koch verfasste Porträts bedeutender Persönlichkeiten wie Norman Mailer und Bertrand Russell, etwa in Ähnlichkeit mit lebenden Personen ist beabsichtigt: Begegnungen.
Koch war bis 1982 für den NDR tätig. Neben seiner Tätigkeit als Journalist arbeitete er während seines gesamten Lebens auch immer wieder als Sachbuchautor und Herausgeber. Von 1977 bis 1985 übernahm er die Redaktion des Aral-Journals, die Hauszeitschrift der Aral AG Bochum.

## Werke (Auswahl)
- 1947: Eine Jugend war das Opfer, Pontes-Verlag, Berlin.
- 1957: Gottfried Benn. Ein biographischer Essay, Neuauflagen 1970 (dtv) und Frankfurt am Main 1986 (Fischer TB).
- 1961: Porträts Deutsch-Jüdischer Geistesgeschichte (= DuMont Dokumente; Reihe 3). Köln: DuMont Schauberg.
- 1969: Fighters for a New World, G. P. Putnam’s sons, New York.
- 1972: Deutschland war teilbar. Die 50er Jahre, Deutsche Verlags-Anstalt, Stuttgart, ISBN 3-421-01546-5.

Artikel
- Sinai: Wo das Gesetz vom Himmel fiel. In: Geo-Magazin. Hamburg 1980,10, S. 10–38. Erlebnisbericht: Durch die unwegsamen Regionen des Sinai – sicher vor ägyptischen Verfolgern – zog vor 3200 Jahren Moses mit den Kindern Israels. Thilo Koch macht den Versuch, die historische Dimension dieser 40 Jahre währenden Wanderschaft in die politische Gegenwart einer Krisenregion einzubinden.ISSN 0342-8311

## Auszeichnungen

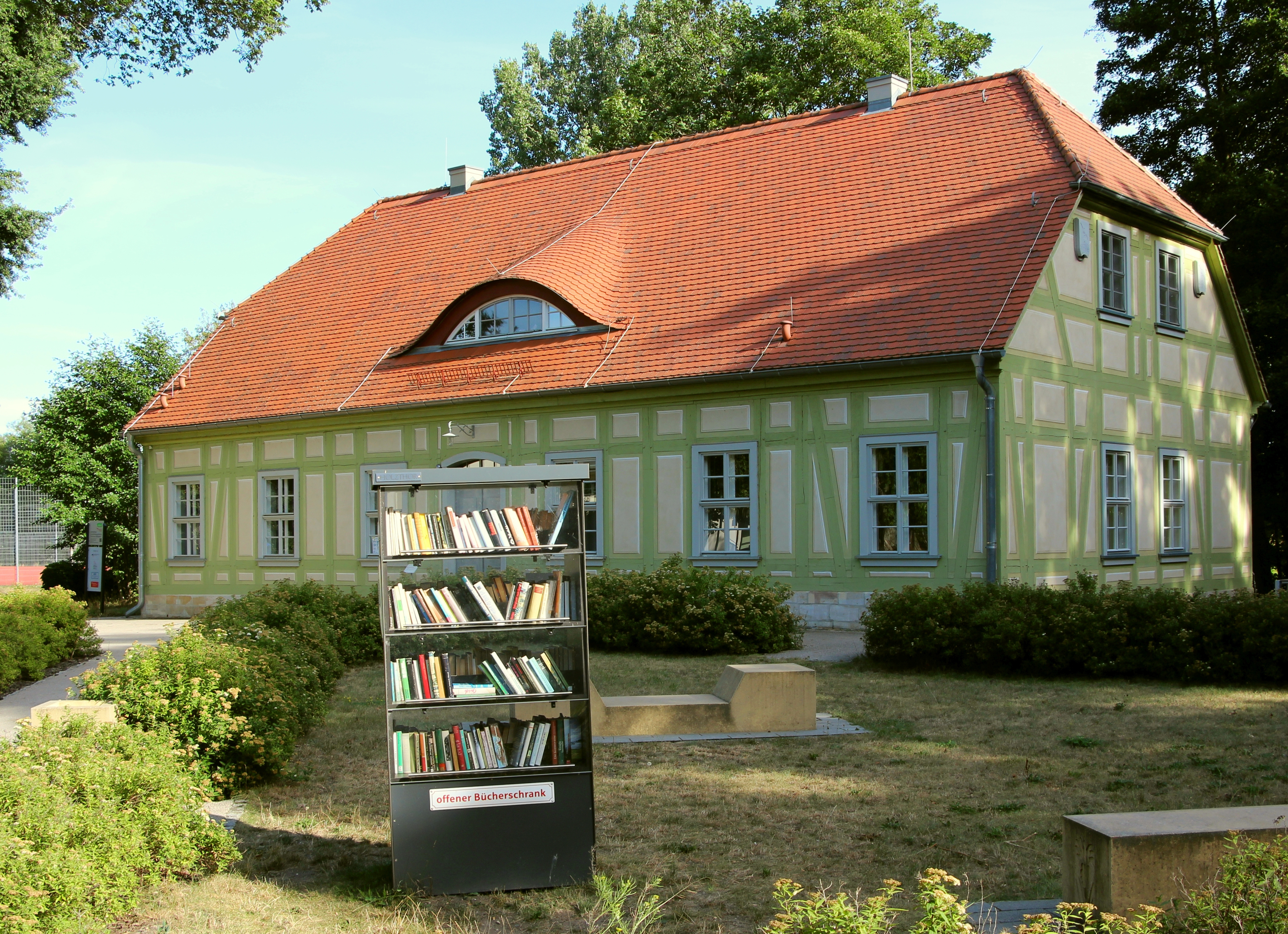
Thilo-Koch-Bibliothek im Gärtnerhaus Elsterwerda

- 1974: Bundesverdienstkreuz 1. Klasse[10]
- 1991: Verdienstorden des Landes Baden-Württemberg[11]

Außerdem trägt die Schulbibliothek des Elsterschloss-Gymnasiums in Elsterwerda seit 1999 seinen Namen. Koch (Abiturjahrgang 1939) hatte der Schule seinerzeit Bücher im Wert von etwa 35.000 DM gespendet.